# 红冠紫菀
红冠紫菀（学名：Aster handelii），为菊科紫菀属下的一个植物种。